# 薛尼·施斯奧拿
薛尼·施斯奧拿（Sidnei Sciola，1986年11月2日—），是一名巴西職業足球員，司職翼鋒，現效力澳職球會珀斯光輝。
2008-11年曾在葡萄牙踢球，其後加盟拉亞拿卡。2013年加盟珀斯後一直擔任球隊的後備殺手，他的腳法時常為對手帶來威脅。